# Peraleda de la Mata
Peraleda de la Mata ist ein spanischer Ort und eine Gemeinde (municipio) mit 1.431 Einwohnern (Stand: 2024) in der Provinz Cáceres in der Autonomen Gemeinschaft Extremadura.

## Lage und Klima
Peraleda de la Mata liegt im Osten der Provinz Cáceres nahe der Grenze zur neukastilischen Provinz Toledo in einer Höhe von ca. 340 m. Die Entfernung zur Hauptstadt Cáceres beträgt ca. 140 km (Fahrtstrecke) in südwestlicher Richtung. Die Autovía A-5 führt durch die Gemeinde. Das Klima ist meist warm und trocken; der eher spärliche Regen fällt hauptsächlich im Winterhalbjahr.

## Bevölkerungsentwicklung
| Jahr      | 1970 | 1981 | 1991 | 2001 | 2011 | 2021 |
| Einwohner | 1862 | 1558 | 1540 | 1455 | 1448 | 1401 |

Die zunehmende Mechanisierung der Landwirtschaft, die Aufgabe bäuerlicher Kleinbetriebe („Höfesterben“) und die daraus resultierende Arbeitslosigkeit auf dem Land haben seit den 1950er Jahren zu einem deutlichen Rückgang der Einwohnerzahlen geführt.

## Sehenswürdigkeiten

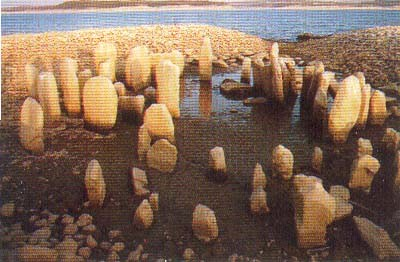
Dolmen von Guadalperal
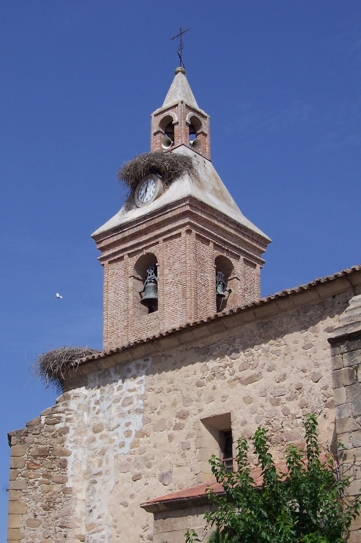
Jakobskirche (Iglesia de Santiago Apóstol)
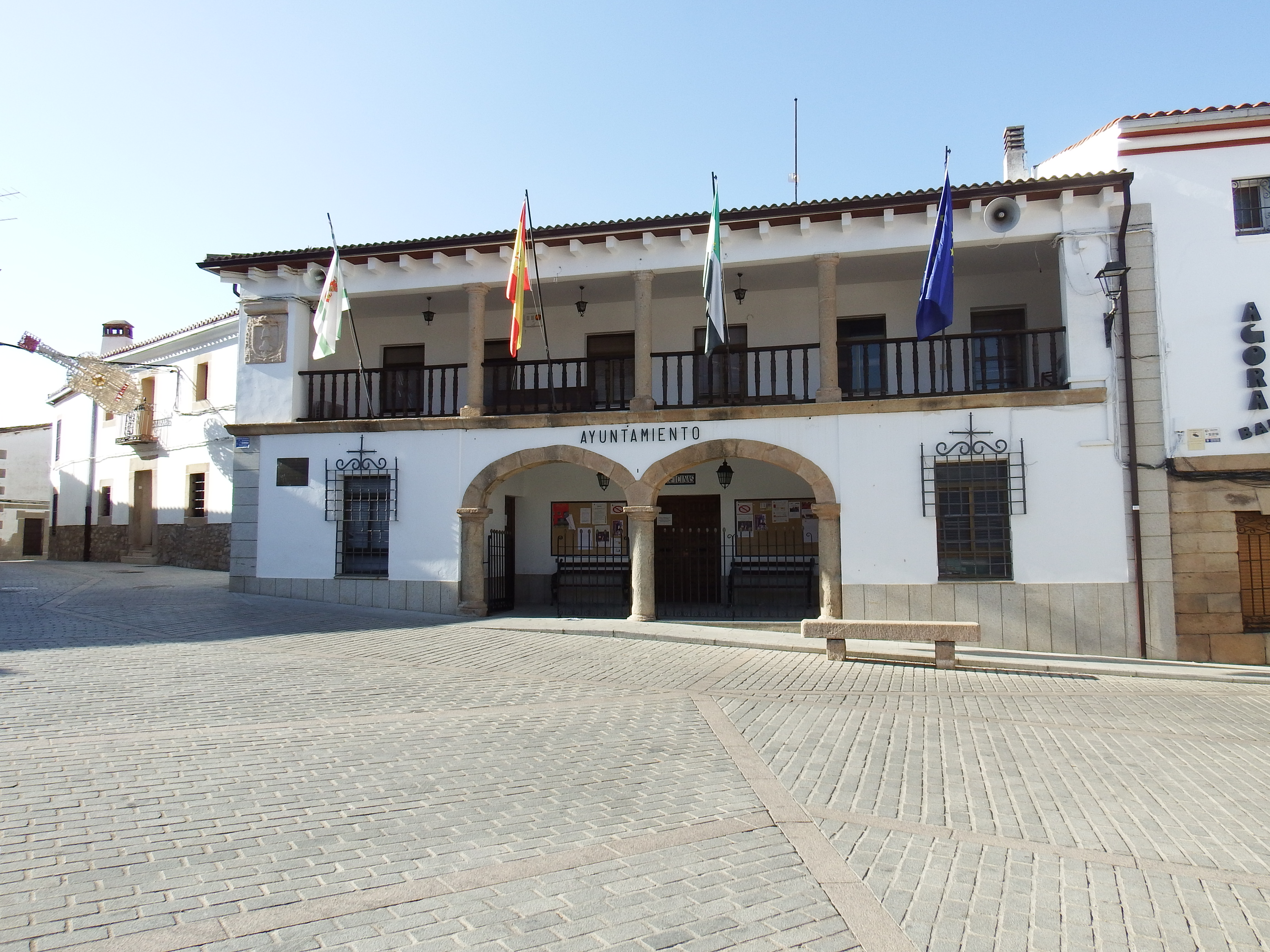
Christuskapelle

- Dolmen von Guadalperal
- Jakobskirche
- Rathaus

## Gemeindepartnerschaften
Mit den spanischen Gemeinden Peraleda de San Román in der Provinz Cáceres und Peraleda del Zaucejo in der Provinz Badajoz (jeweils Extremadura) bestehen Partnerschaften.